# Рандолф (Масачусетс)
Рандолф (енгл. Randolph) насељено је место без административног статуса у америчкој савезној држави Масачусетс.

## Демографија
По попису из 2010. године број становника је 32.112, што је 1.149 (3,7%) становника више него 2000. године.
| Група             | 2000.          | 2010.          |
| Белци             | 19.038 (61,5%) | 12.553 (39,1%) |
| Афроамериканци    | 6.456 (20,9%)  | 12.308 (38,3%) |
| Азијати           | 3.151 (10,2%)  | 3.998 (12,5%)  |
| Хиспаноамериканци | 1.006 (3,2%)   | 2.057 (6,4%)   |
| Укупно            | 30.963         | 32.112         |